# 392 Wilhelmina
392 Wilhelmina è un asteroide della fascia principale del diametro medio di circa 62,88 km. Scoperto nel 1894, presenta un'orbita caratterizzata da un semiasse maggiore pari a 2,8844041 UA e da un'eccentricità di 0,1393210, inclinata di 14,32561° rispetto all'eclittica.
L'origine del suo nome è incerta; secondo diverse interpretazioni l'asteroide potrebbe essere stato dedicato all'imperatore Guglielmo II di Germania oppure alla regina Guglielmina dei Paesi Bassi, sua cugina.